# Камара, Хасан Муса
Хасан Муса Камара (англ. Assan Musa Camara, 21 апреля 1923, Мансаджанг Кунда, протекторат Гамбия — 15 сентября 2013, Банжул, Гамбия) — гамбийский государственный деятель, вице-президент Гамбии (1972—1982), министр иностранных дел (1967—1974).

## Биография
Получил образование в католической школе.
- 1962—1967 гг. — министр образования, затем — министр труда и здравоохранения, местного самоуправления,
- 1967—1974 гг. — министр иностранных дел,
- 1972—1982 гг. — вице-президент Гамбии при президенте Джаваре. В 1981 возглавил сопротивление попытке государственного переворота, продержавшись до прихода военной помощи из Сенегала.

В 1986 г. был одним из инициаторов создания Народной партии Гамбии, которая была запрещена после военного переворота 1994 г. На президентских выборах 1987 г. получил 13,7 % голосов, а на президентских выборах 1992 г. — 8 %, в обоих случаях, заняв третье место.